# Werner Schmitz (Schriftsteller)
Werner Schmitz (* 3. Juni 1948 in Bochum) ist ein deutscher Schriftsteller.

## Leben
Werner Schmitz entstammt einer Arbeiterfamilie. Er wuchs auf in
Wattenscheid und besuchte das Gymnasium bis zur Mittleren Reife. Anschließend war er 15 Jahre lang in der Bochumer Stadtverwaltung tätig, zuletzt als Oberinspektor im Tiefbauamt. Schmitz’ aktive Mitgliedschaft in der DKP führte zu einem Verfahren seines Dienstherrn gegen ihn gemäß dem Radikalenerlass. Schmitz wechselte daraufhin zum Journalismus und war Reporter bei dem Stadtmagazin Marabo; von 1989 bis 2007 gehörte er der Redaktion des Stern an. Er lebt in Bochum.
Werner Schmitz ist Verfasser von gesellschaftskritischen Kriminalromanen und Reportagen, und er übersetzte auch drei Bücher von Robert Ruark aus dem Amerikanischen. Seit 2018 gibt es eine teils autobiographische Erzählung auf der Webseite des Autors: Zehn Hiebe auf den Hintern oder Stolperstein für einen Nazi. Im November 2020 schreibt Werner Schmitz: "Bei der Vorstellung der Geschichte Zehn Hiebe auf den Hintern wies mich eine alte Nachbarin auf ein ehemaliges „Zigeunerlager“ in unserem Stadtteil Eppendorf hin. „Plötzlich waren alle weg“, sagte sie. Jetzt bin ich endlich dazu gekommen, diesem Hinweis nachzugehen. Herausgekommen ist eine neue Geschichte. Sie heißt „Plötzlich waren alle weg“ und führt vom Eppendorf meiner Kindheit ins Herz der Finsternis."
Mit einer weiteren dazu erschienen die Eppendorfer Recherchen 2022 als booklet unter dem Titel Braunes Eppendorf.

## Publikationen
Belletristik
- Nahtlos braun. Kriminalroman. Weltkreis-Verlag, Dortmund 1984, ISBN 3-88142-323-0 (Weltkreis-Krimi; 323).
- Dienst nach Vorschuß. Kriminalroman. Weltkreis-Verlag, Dortmund 1985, ISBN 3-88142-353-2 (Weltkreis-Krimi; 353).
- Auf Teufel komm raus. Kriminalroman. Grafit Verlag, Dortmund 1993, ISBN 3-89425-421-1 (8. Auflage, Nachdruck der Ausgabe von Weltkreis, Köln 1987).
- Mord in Echt. True-Crime-Stories. Grafit-Verlag, Dortmund 1994, ISBN 3-89425-049-6.
- Das Karpaten-Projekt. Kriminalroman. Grafit-Verlag, Dortmund 2010, ISBN 978-3-89425-371-4; Hörbuch USM Audio 2020, ISBN 978-3-8032-9253-7 unter „Der Bär und der Tod: Schreiber in den Karpaten“.
- Wald der toten Jäger : Schreiber unter Mordverdacht. Kosmos Verlag, Stuttgart 2016, ISBN 978-3-440-15221-8; Hörbuch USM Audio 2020, ISBN 978-3-8032-9222-3.
- Tote Jäger schießen nicht : Schreiber und der Wolf. Kosmos Verlag, Stuttgart 2017, ISBN 978-3-440-15814-2; Hörbuch USM Audio 2020, ISBN 978-3-8032-9234-6.
- Tod einer Jägerin : Schreiber und der Büffel. Kosmos Verlag, Stuttgart 2020, ISBN 978-3-440-16839-4; Hörbuch USM Audio 2020, ISBN 978-3-8032-9217-9.

Sachbücher
- Stückwerk. 24 Reportagen von der Ruhr. Weltkreis-Verlag, Dortmund 1988, ISBN 3-88142-433-4 (zusammen mit Leo P. Ard).
- Mit der Sonne steh ich auf. Eine Bäuerin aus Siebenbürgen erzählt aus ihrem Leben. Landwirtschaftsverlag, Münster 2010, ISBN 978-3-7843-5081-3.
- Lob der Jagd. Von Hatzen, Hirschen und Highlandern. Franckh-Kosmos-Verlag, Stuttgart 2011, ISBN 978-3-440-12790-2 (zusammen mit Eckhard Fuhr)
- Auf Safari. Legendäre Afrikajäger von Alvensleben bis Zwilling. Franckh-Kosmos-Verlag, Stuttgart 2014, ISBN 978-3-440-14007-9 (zusammen mit Rolf D. Baldus)
- Braunes Eppendorf. Als Nachkriegskind unter Nazis, Mitläufern und Wegguckern. Mit einem Grußwort von Serdar Yüksel herausgegeben von der Arbeiterwohlfahrt, Kreisverband Bochum, einem Vorwort von Werner Schmitz: Warum ausgerechnet Eppendorf ? und einer dritten Recherche Zu reißenden Bestien erzogen. Bochum 2022.

## Hörspiele
- 1992: Schön war die Zeit – Regie: Hein Bruchl (Kriminalhörspiel – WDR)